# RGS-50M
RGS-50M (tiếng Nga: РГС-50М) là loại súng phóng lựu bắn phát một được phát triển từ những năm 1980 cho lực lượng thi hành công vụ và trấn áp bạo động của Nga. Mẫu đầu tiên có tên RGS-50 được chế tạo và trang bị cho các lực lượng để dùng thử nghiệm. Đến cuối những năm 1990 thì mẫu này được tiến hành nâng cấp với một vài chi tiết nhỏ như cơ chế điểm hỏa, báng súng và đệm chống giật. Mẫu nâng cấp được gọi là RGS-50M được chế tạo với số lượng lớn và trang bị cho nhiều lực lượng thi hành công vụ tại Nga. Nhiều loại lựu đạn đặc biệt đã được phát triển cho loại súng này hầu hết là các loại lựu đạn ít gây sát thương và phá cửa, tuy nhiên cũng có các loại lựu đạn quân sự để dùng khi cần thiết như nổ mảnh và xuyên giáp. Có khá nhiều loại đạn đặc biệt được thiết kế cho loại súng này thậm chí có cả loại đạn tách vỏ có cánh ổn định để dùng cho tầm xa. Do cỡ đạn lớn đến 50mm nên loại súng này rất hiệu quả và có tác dụng trong một phạm vi lớn tuy nhiên nó lại khá nặng và cồng kềnh.

## Thiết kế
RGS-50M sử dụng cơ chế bắn phát một và nạp đạn phía sau nòng. Nòng súng của RGS-50M là nòng trơn. Búa điểm hỏa ở bên ngoài phía bên phải thân súng xạ thủ sẽ đẩy búa điểm hỏa về sau trước khi bắn. Khi nạp đạn thì xạ thủ sẽ đẩy nút khóa nằm phía trên để để mở khóa, bẻ nòng súng gấp xuống ra khỏi thân súng và nạp viên đạn mới vào sau nòng.
Báng súng của RGS-50M có lò xo nằm phía trong, có thể co giãn và một miếng cao su ở cuối báng để vô hiệu hóa một phần lực giật khi bắn. Khi bắn báng súng sẽ co lại khi súng bị đẩy ra phía sau và xò xo sẽ hấp thu một phần độ giật này. Báng súng có thể được tháo ra để thuận tiện khi di chuyển và cũng có thể bắn khi không có bắn súng tuy nhiên xạ thủ phải đủ khỏe để chịu được lực giật khi không có báng. Một bộ phận chống giật gắn đầu nòng cho RGS-50M cũng đã được chế tạo.
Hệ thống nhắm tiêu chuẩn của loại súng này là điểm ruồi và thước ngắm dạng thang với ngắm hiệu quả là 150 m.